# 76-mm-Fla-Sfl 29-K

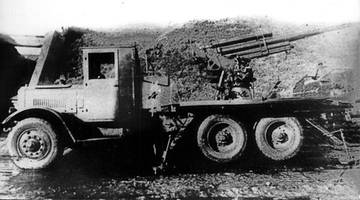
76-mm-Fla-Sfl 29-K

Die 76-mm-Fla-Sfl 29-K (russisch 76-мм зенитная самоходная установка 29-К) ist ein in den 1930er Jahren in der damaligen Sowjetunion entwickelte Flugabwehr-Selbstfahrlafette. Das Fahrzeug wurde in geringer Stückzahl gefertigt und in der Roten Armee genutzt. Der GAU-Index des Waffensystems war 52-P-361-A (52-П-361-А).

## Entwicklung
In den 1920er Jahren entwickelte die Rote Armee das Konzept der tiefen Operation. Der Durchbruch durch die gegnerische Verteidigung sollte dann durch mobile, mechanisierte Korps mit Panzern und Flugzeugen erfolgen. Dies führte in der Folge zur Aufstellung von Panzer- und mechanisierten Infanterieverbänden. Für die Umsetzung des Konzeptes waren jedoch auch mobile und geschützte Unterstützungswaffen notwendig. Folgerichtig unternahm man ab Beginn der 1930er Jahre in der Sowjetunion verstärkte Anstrengungen, Selbstfahrlafetten für Fla- und Artilleriewaffen zu schaffen. Versuche, einen schweren Flakpanzer zu entwickeln, hatten weder bei der 76-mm-Fla-Sfl SU-6 noch bei der 76-mm-Fla-Sfl SU-8 zu befriedigenden Ergebnissen geführt.
Die 29-K wurde ab 1934 im Konstruktionsbüro des Werkes Nr. 8 entwickelt. Dabei wurde eine 76-mm-Flugabwehrkanone M1931 (3-K) auf das Fahrgestell des Lkws JaG-10 gesetzt. Mit der ursprünglich von der deutschen Firma Rheinmetall entwickelten Kanone stand der Roten Armee erstmals eine moderne, leistungsfähige und in großer Stückzahl produzierte Flugabwehrkanone zur Verfügung. Für die Serienproduktion der Flugabwehrkanone wurde das Werk Nr. 8 in Kaliningrad bei Moskau (heute Koroljow) ausgewählt. Im Jahr 1935 erhielt das Werk den Auftrag, zwanzig Kanonen ohne Unterlafette zu fertigen, die für die Montage auf dem Lkw JaG-10 vorgesehen waren. Das Werk konnte den Auftrag erfüllen, jedoch liefen bis Ende 1935 nur zwölf der Lkw zu. Endgültig fertiggestellt wurden die zwanzig Selbstfahrlafetten erst im August 1936. In diesem Monat begann die Erprobung auf dem Polygon in Rschewsk (Ржевский полигон) in der Nähe von Leningrad.
Das Fahrgestell des Lkw wurde unverändert übernommen. Das Geschütz wurde auf einer niedrigen Sockellafette auf der Ladefläche montiert. Damit lag die Schusslinie der Waffe um 85 mm niedriger als die der gezogenen Variante. Für den Schutz der Besatzung wurden vier Schutzschilde montiert. Für den Feuerkampf wurden die Schilde abgeklappt. Sie bildeten dann die Trittfläche für die Bedienung der Kanone. Auf dem vorderen Teil der Ladefläche wurden zwei Munitionskisten für je vierundzwanzig Granaten montiert. Die Besatzung von insgesamt vier Soldaten fand ebenfalls auf der Ladefläche platz.
Die Selbstfahrlafette führte das Feuer grundsätzlich nur aus dem Stand. Aufgrund des hoch aufragenden Führerhauses war der Höhenrichtbereich in einem Winkel von ±30° zur Längsachse des Fahrzeuges nach vorn auf einen Bereich von +10° bis +85° beschränkt. Zur Selbstverteidigung konnte die Sfl das Feuer auch aus der Bewegung führen. Dabei war der Höhenrichtbereich jedoch auf ±3° begrenzt.

## Technische Daten
| 76-mm-Fla-Sfl 29-K            |                                          |
| Allgemeine Eigenschaften      |                                          |
| Klassifikation                | Fla-Sfl                                  |
| Chefkonstrukteur              |                                          |
| Bezeichnung des Herstellers   | 76-мм зенитная самоходная установка 29-К |
| GAU-Index                     | 52-П-361-А                               |
| Hersteller                    | Werk Nr. 8                               |
| Länge in Marschlage           | 7.440 mm                                 |
| Länge in Gefechtslage         | 7.630 mm                                 |
| Breite in Marschlage          | 2.366 mm                                 |
| Breite in Gefechtslage        | 3.530 mm                                 |
| Gewicht                       | 10.550 kg                                |
| Baujahre                      | 1935–1936                                |
| Stückzahl                     | 20                                       |
| Rohr                          |                                          |
| Kaliber                       | 76,2 mm                                  |
| Rohrlänge                     | 4.191mm (L/55)                           |
| Höhe der Schusslinie          | 2.448 mm                                 |
| Feuerdaten                    |                                          |
| Höhenrichtbereich             | −3° +85°                                 |
| Seitenrichtbereich            | 360°                                     |
| Höchstschussweite             | 14.000 m                                 |
| max. Schusshöhe               | 9.500 m                                  |
| Höchstmündungsgeschwindigkeit | 820 m/s                                  |
| Feuerrate                     | 20 Schuss/min                            |
| Beweglichkeit                 |                                          |
| Höchstgeschwindigkeit         | 42 km/h                                  |